# Super Bowl XXXIV
Match précédent Match suivant
Le Super Bowl XXXIV est la trente-quatrième finale annuelle de la ligue nationale de football américain. Il détermine ainsi le vainqueur de la saison 1999.
Il a été remporté par les Rams de Saint-Louis, vainqueurs de la National Football Conference, qui ont battu les Titans du Tennessee, vainqueurs de l'American Football Conference, sur le score de 23-16.
Le match a eu lieu le 30 janvier 2000 au Georgia Dome d'Atlanta en Géorgie où sont domiciliés les Falcons d'Atlanta. Le Georgia Dome a déjà accueilli un Super Bowl, le XXVIII en 1994.

## Résumé du match
- Premier quart-temps:
  - STL : Field goal de Jeff Wilkins de 27 yards, 3:00 : Rams 3 - Titans 0
- Deuxième quart-temps :
  - STL : Field goal de Jeff Wilkins de 29 yards, 4:16 : Rams 6 - Titans 0
  - STL : Field goal de Jeff Wilkins de 28 yards, 0:15 : Rams 9 - Titans 0
- Troisième quart-temps :
  - STL : Touchdown de Torry Holt par Kurt Warner de 9 yards (transformation de Wilkins), 7:20 : Rams 16 - Titans 0
  - TEN : Touchdown de Eddie George, course de 1 yard (transformation de 2 points manquée), 0:14 : Rams 16 - Titans 6
- Quatrième quart-temps :
  - TEN : Touchdown de Eddie George, course de 2 yards (transformation de Al Del Greco), 7:21 : Rams 16 - Titans 13
  - TEN : Field goal de Al Del Greco de 43 yards, 2:12 : Rams 16 - Titans 16
  - STL : Touchdown de Isaac Bruce par Kurt Warner de 73 yards (transformation de Wilkins), 1:54 : Rams 23 - Titans 16

## Titulaires
| Saint-Louis       | Postes  | Tennessee       |
| ----------------- | ------- | --------------- |
| Attaque           |         |                 |
| Torry Holt        | WR      | Kevin Dyson     |
| Orlando Pace      | LT      | Brad Hopkins    |
| Tom Nütten        | LG      | Bruce Matthews  |
| Mike Gruttadauria | C       | Kevin Long      |
| Adam Timmerman    | RG      | Benji Olson     |
| Fred Miller       | RT      | Jon Runyan      |
| Roland Williams   | TE      | Frank Wycheck   |
| Isaac Bruce       | WR      | Isaac Byrd      |
| Kurt Warner       | QB      | Steve McNair    |
| Marshall Faulk    | RB      | Eddie George    |
| Robert Holcombe   | FB / TE | Jackie Harris   |
| Défense           |         |                 |
| Kevin Carter      | DE      | Jevon Kearse    |
| Ray Agnew         | DT      | Josh Evans      |
| D'Marco Farr      | DT      | Jason Fisk      |
| Grant Wistrom     | DE      | Kenny Holmes    |
| Mike Jones        | LB      | Eddie Robinson  |
| London Fletcher   | LB      | Barron Wortham  |
| Todd Collins      | LB      | Joe Bowden      |
| Todd Lyght        | CB      | Denard Walker   |
| Dexter McCleon    | CB      | Samari Rolle    |
| Billy Jenkins     | SS      | Blaine Bishop   |
| Keith Lyle        | FS      | Anthony Dorsett |